# Zapp Hussein
Zapp Hussein is een computerspel dat werd ontwikkeld door Tony Brantner voor de Commodore 64. Het sportspel werd uitgebracht in 1990. In het spel moet men darts spelen. Het spel is Engelstalig en moet met twee spelers gespeeld worden.